# Shoushe-nu

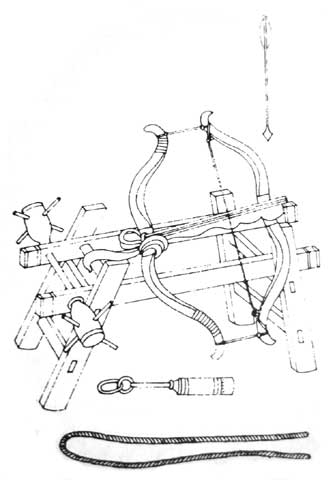
Shoushe-nu-belegeringskruisboog.

De shoushe-nu is een Chinees belegeringswapen. Deze zware kruisboog had twee composietbogen. De shoushe-nu is net als alle andere artilleriewapens uit de oudheid en vroege middeleeuwen een katapult; een wapen dat gebruikmaakt van mechanische energie om projectielen weg te schieten.

## Werking
De tweebogige belegeringskruisboog werd shoushe-nu genoemd. In Chinese karakters is dit 手射弩 "handkruisboog"; hiermee werd niet bedoeld dat dit een handwapen was, hoewel een compacte variant die als handboogwapen kon worden gebruikt wel bestond. Het woord "hand" verwijst naar het feit dat de windas van dit wapen met de hand kon worden opgedraaid.
De shoushe-nu behoort tot het spangeschut; artilleriewapens die hun schietenergie halen uit de spanning van de boogarm. Doordat de potentiële energie in twee bogen werd opgeslagen konden grotere pijlen met aanzienlijk meer kracht verder worden weggeschoten. De tweede boog was omgedraaid gemonteerd om de terugslag op te vangen. Mogelijk stonden de bogen bij de eerste shoushe-nu's in dezelfde richting, maar dat is niet zeker. Het wapen was op een bedvormig affuit geplaatst. Een enkele extra lange boogpees werd over de twee bogen getrokken, soms met kleine bronzen katrollen aan de boogeinden. De boogpees werd aangespannen met een windas die in de zware horizontale balken van het onderstel was geplaatst.

## Geschiedenis

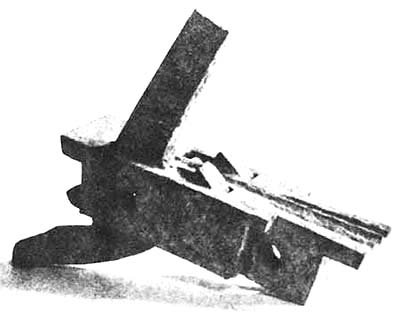
Opgegraven bronzen trekkermechanisme van een Chinese belegeringsboog, waarschijnlijk van een shoushe-nu of chuangzi-nu.

Nadat rond 600 v.Chr. in Lu (China) de eerste kruisbogen waren uitgevonden ontwikkelde men in de 4e eeuw v.Chr. een artilleriekruisboog, de jiaoche-nu. Deze eerste Chinese artillerieboogwapens werden op borstweringen geplaatst en hadden enkel een verdedigende functie. De eerste spanboogkatapulten hadden een enkele boog, maar mogelijk al in de 1e eeuw of waarschijnlijker in de 5e eeuw werd de zwaardere shoushe-nu met twee composietbogen ontwikkeld. De shoushe-nu werd zowel als belegeringswapen en ook als verdedigingswapen ingezet. Kort daarna werd een variant met drie bogen uitgevonden: de chuangzi-nu.
In het oude Griekenland loste men de vraag naar krachtigere wapens op een andere manier op: nadat rond 400 v.Chr. zware composietboogwapens zoals de gastraphetes en oxybeles waren uitgevonden werd rond 340 v.Chr. het technisch zeer vooruitstrevende torsiegeschut ontwikkeld. Torsie-artilleriewapens zoals de ballista en onager zouden in het westen tot de val van het West-Romeinse Rijk in 476 de belangrijkste artilleriewapens in de Romeinse legioenen zijn.